# Преволе
Преволе (на словенски: Prevole) е село в Словения, регион Югоизточна Словения, община Жужемберк. Според Националната статистическа служба на Република Словения през 2015 г. селото има 78 жители.